# P73
p73 es una proteína de la familia de p53. Debido a su semejanza estructural a p53, se considera también un supresor tumoral. Está involucrado en la regulación del ciclo celular y en la inducción de la apoptosis. Como p53, p73 se caracteriza por la presencia de diferentes isoformas de la proteína. 
p73, también conocido como proteína tumoral 73 /TP73), fue el primer homólogo identificado del gen supresor tumoral p53. Como p53, p73 tiene varias variantes. Se expresa como distintas formas tanto en el C- como en el N-terminal. Actualmente, se conocen 6 variantes C-terminal en células normales. El gen p73 codifica una proteína con una significativa homología en la secuencia y una similitud funcional con el supresor tumoral p53. La sobre-expresión de p73 en células cultivadas promueve una detención del crecimiento y/o apoptosis similar a p53.
El gen p73 se ha mapeado en una región cromosómica (1p36. 2-3) un locus que normalmente se encuentra deleccionado en varios tipos de tumores y cánceres humanos. De un modo similar a p53, el producto de p73 induce la detención del ciclo celular o apoptosis, de ahí su clasificación como supresor tumoral. Sin embargo, al contrario que su homólogo, p73 pocas veces está mutado en cánceres. De hecho, es más chocante el hecho de que ratones que no expresan p73 no muestran un fenotipo tumorigénico. Una deficiencia de p53 casi siempre lleva a una proliferación celular incontrolada y aparece en el 60% de los cánceres.
El análisis de varios tumores típicamente encontrados en humanos, incluyendo el cáncer de mama y de ovario, muestra una alta expresión de p73 cuando se compara con tejidos normales en las áreas correspondientes. Los adenovirus que causan transformaciones celulares también se han encontrado en relación expresión elevada de p73. Además, recientes descubrimientos sugieren que la sobre-expresión de factores de transcripción involucrados en la regulación del ciclo celular y la síntesis de DNA en células de mamíferos (ej.: E2F-1) induce la expresión de p73. Muchos investigadores creen que estos resultados implican que p73 podía no ser un supresor tumoral sino una oncoproteína. Algunos sugieren que el locus TP73 codifica tanto un supresor tumoral (TAp73) como un oncogen (ΔNp73). Esta es una fuerte teoría que causa mucha confusión ya que se desconoce cuál de las dos variantes de p73 está sobre-expresada y, finalmente, juega un papel en la tumorigénesis.
El debate continúa sobre la función exacta de p73. Recientemente se ha descubierto que p73 está enriquecido en el sistema nervioso y que los ratones que no expresan p73,  que no muestran un aumento en la susceptibilidad para desarrollar espontáneamente tumores, tienen defectos neurológicos e inmunológicos. Estos resultados se han expandido y también se ve que p73 está presente en estadios tempranos del desarrollo neurológico y apoptosis neuronal mediante el bloqueo de la función proapoptótica de p53. Esto implica fuertemente a p73 en la diferenciación celular.
- Datos: Q14872983